# No Fuel Left for the Pilgrims
No Fuel Left For The Pilgrims. Musikalbum av D-A-D som kom ut den 3 mars 1989. Innehåller deras mest kända låt "Sleeping My Day Away". Detta var deras tredje studioalbum.

## Låtlista
1. Sleeping My Day Away
2. Jihad
3. Point Of View
4. Rim Of Hell
5. ZCMI
6. True Believer
7. Girl Nation
8. Lords Of The Atlas
9. Overmuch
10. Siamese Twin
11. Wild Talk
12. Ill Will